# Parma threcidica
Parma threcidica désigne le bouclier thrace, dont usaient les gladiateurs thraces. Il n'était pas rond comme la parma romaine, mais de la même forme que le scutum ; seulement il était plus étroit et plus court.